# Ada Kadelbach
Ada Kadelbach (* 26. Mai 1942 in Wien; † 21. April 2025 in Westerland) war eine deutsche Musikwissenschaftlerin und Hymnologin.

## Leben
Ada Kadelbach wuchs in Osnabrück und Hildesheim auf. Schulmusik, Musik- und Literaturwissenschaft, Amerikanistik und Anglistik studierte sie an der Universität Mainz, in Bristol und an der University of Kansas in Lawrence (Kansas). 1972 wurde sie in Mainz mit einer Dissertation zum Kirchenliedgut der Mennoniten in Nordamerika zum Dr. phil. promoviert.
Sie trat in den Schuldienst des Landes Schleswig-Holstein und unterrichtete ab 1973 an einem Gymnasium in Westerland auf Sylt. Ab 1980 leitete sie die Kreismusikschule Nordfriesland in Husum und ging 1985 als Referentin in das schleswig-holsteinische Kultusministerium in Kiel. 1991 wurde sie zur Leiterin des Amtes für Kunst und Kultur der Hansestadt Lübeck berufen. 2003 ging sie in den Vorruhestand.
Sie war Vorstandsmitglied sowie Vizepräsidentin (1991–1999) der  Internationalen Arbeitsgemeinschaft für Hymnologie und seit 1991 Mitherausgeberin für das Jahrbuch für Liturgik und Hymnologie. Von der evangelischen Kirche in Deutschland (EKD) wurde sie in die Arbeitsgemeinschaft für ökumenisches Liedgut (AÖL) berufen. Darüber hinaus war sie Mitglied im Gesangbuchausschuss der Nordelbischen Kirche.
Ada Kadelbach war verheiratet mit dem evangelischen Pastor Jürgen Heering-Kadelbach.

## Werke (Auswahl)

### Bücher und Editionen
- Die Hymnodie der Mennoniten in Nordamerika (1742-1860) : Eine Studie zur Verpflanzung, Bewahrung und Umformung europäischer Kirchenliedtradition. Mainz, Univ., Philos. Fak., Diss. 1972.
- Das Husumer Hofgesangbuch (Schleswig 1676) ; ein verloren geglaubtes Gesangbuch und seine Quellen/ Husum: Stiftung Nordfriesland 1983.
- (Hrsg.) Das Husumer Hofgesangbuch: Schleswig 1676 (Digitalisat). [Faksimile des Exemplars des Kreisarchivs Nordfriesland, Schloss vor Husum] Husum: Husumer Druck- und Verlagsgesellschaft 1986, ISBN 978-3-88042-314-5.
- (Hrsg.) Speculum aevi : Kirchengesang in Lübeck als Spiegel der Zeiten. Lübeck: Schmidt-Römhild 1995, ISBN 3-7950-0718-6.
- Thomas Mann und seine Kirche: zwei Vorträge von Ada Kadelbach und Christoph Schwöbel. Hannover: Kirchenamt der EKD 2001 (EKD-Texte 70) Volltext
- Paul Gerhardt im Blauen Engel und andere Beiträge zur interdisziplinären Kirchenlied- und Gesangbuchforschung. Tübingen: Narr Francke Attempto 2017, ISBN 978-3-7720-8464-5. (= Mainzer hymnologische Studien 26)

### Beiträge in Büchern, Enzyklopädien und Katalogen
- Carl Philipp Emanuel Bach und das Kirchenlied. In: Dieter Lohmeier (Hrsg.), Carl Philipp Emanuel Bach. Musik und Literatur in Norddeutschland. Katalog zur Ausstellung zum 200, Todestag Bachs, Staats- und Universitätsbibliothek Hamburg 1988, Schleswig-Holsteinische Landesbibliothek Kiel 1989, S. 101–122.
- Rationalismus und Restauration im Spiegel des evangelisch-lutherischen Kirchenlieds. In: Spekulum aevi. Kirchengesang in Lübeck als Spiegel der Zeiten. Im Auftrag der Internationalen Arbeitsgemeinschaft für Hymnologie (IAH) und der Bibliothek der Hansestadt Lübeck, Schmidt-Römhild, Lübeck 1995, S. 27–40 und 43–54.
- Lieder der Reformationszeit – Gottesdienstlicher Kontext und Typen. In: Albert Gerhards, Matthias Schneider (Hrsg.), Der Gottesdienst und seine Musik (Enzyklopädie der Kirchenmusik 4/2), Laaber 2013, S. 229–250.
- Maria Elisabeth Herzogin von Schleswig-Holstein-Gottorf. In: Claudia Tietz, Ruth Albrecht und Rainer Hering (Hrsg.) Auf den zweiten Blick. Frauen und Männer der Nordkirche vom Mittelalter bis zur Gegenwart. Matthiesen Verlag, Husum 2018, ISBN 978-3-7868-5510-1, S. 151–165.
- Paul Gerhardt in Lübeck – eine wirkungsgeschichtliche Spurensuche. In: Winfried Böttler (Hrsg.), „Wach auf, mein Herz, und singe“ : Paul Gerhardts Lieder im Ostseeraum (Beiträge der Paul-Gerhardt-Gesellschaft). Frank & Timme, Berlin 2020, ISBN 978-3-7329-0512-6.